# Pterolophia postfasciculata
Pterolophia postfasciculata là một loài bọ cánh cứng trong họ Cerambycidae.